# غنوسيس

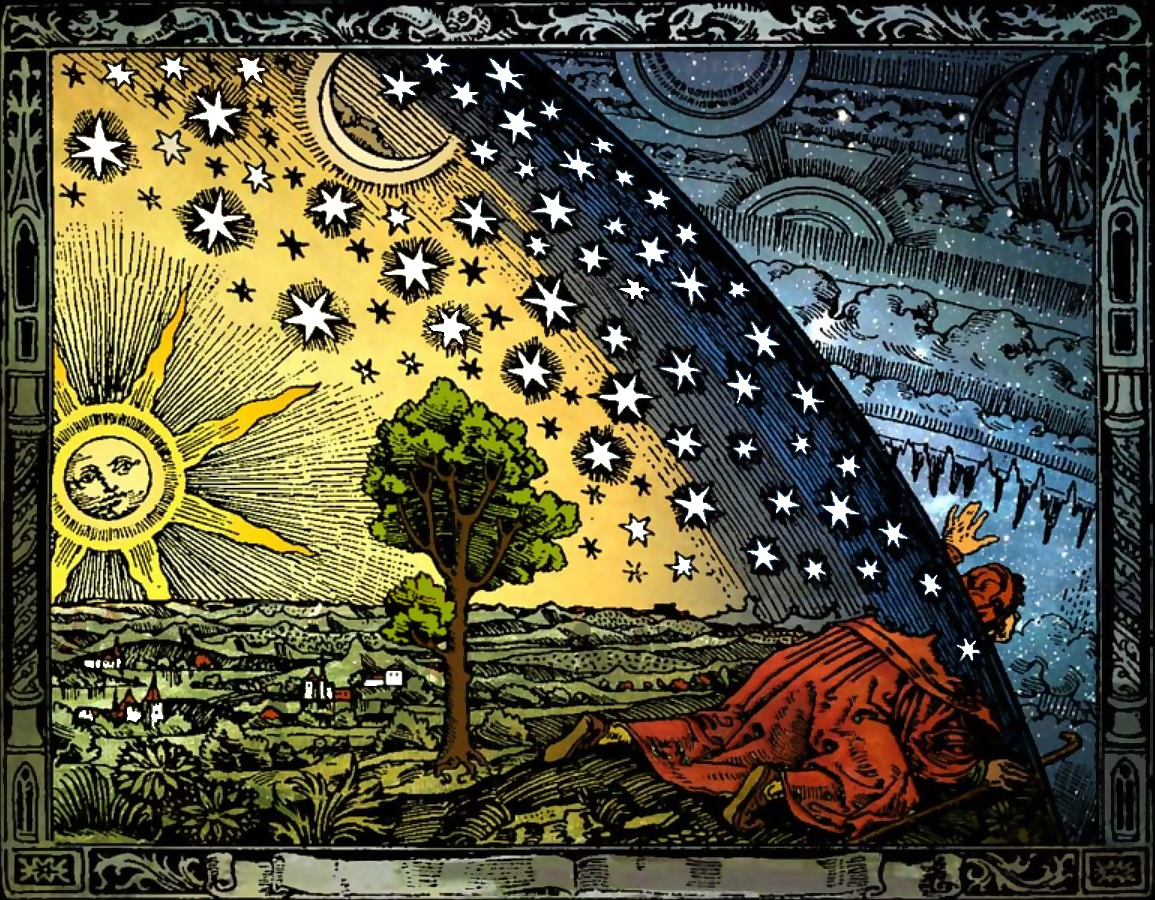

المعرفة الصوفية أو غنوسيس (باليونانية γνώσις) كلمة يونانية تعني المعرفة وتستعمل في الإنكليزية للإشارة للمعرفة الروحية للقديسين أو الأشخاص المتنورين روحيا. تشير للمعرفة المباشرة من مصدر إلهي أو فوق طبيعي، وبالتحديد إلى التنوير الذي يوثق وجود الأمور فوق الطبيعية.